# ريبيكا رينولدز
ريبيكا رينولدز (بالإنجليزية: Rebecca Reynolds)‏ هي كاتِبة وشاعرة أمريكية، ولدت في 1962.